# Жељко Ожеговић
Жељко Ожеговић (Београд, 16. октобар 1962) српски је политичар, дипломирани економиста и бивши спортиста.
Ожењен, отац двоје деце. Завршио је Економски факултет у Београду, а током спортске каријере играо је кошарку за КК „Ушће“ и КК „Црвена звезда“. Био је кандидат испред Либерално демократске партије (ЛДП) за градоначелника Београда на локалним изборима 2014. Политичку каријеру почео је 1992. као члан Демократске странке (ДС), у којој је остао до 27. јануара 2014. године.

## Председник општине Нови Београд
У периоду од 2000. до 2008. године, два пута је узастопно биран за председника градске општине Нови Београд, када је најмногољуднија српска општина од "велике спаваонице" претворена у општину која је доживела најбржу експанзију у Србији и постала средиште пословног и финансијског живота Београда. За одговоран и успешан рад на месту председника Градске општине Нови Београд добио је бројна признања. Трансперенси интернашонал прогласио је 2001. године Нови Београд за "Најбоље ново општинско руководство", а тадашњи премијер Зоран Ђинђић 2003. године за "Најбољу општину у Србији". Градска општина Нови Београд је од стране Удружења привредних новинара и Привредне коморе Београда 2007. године проглашена за "Општину будућности" (2007).
Нови Београд је прва општина у Србији која је увела електронски прозивни систем у шалтер сали, говорни аутомат, услужни сервис за доставу докумената на кућну адресу и укинуо баријере (шалтере) између грађана и службеника у шалтер сали. Једина је општина у Србији која је отворила два Општинска услужна центра (ОУЦ). Први ОУЦ центар ван седишта општинске управе, 28. јула 2006. у новобеоградском блоку 70, и у самој згради ГО Нови Београд 17. новембра 2006. Управа Градске општине Нови Београд проглашена је за модел јавног услужног сервиса за реформу рада администрације српских општина у коме је "Грађанин на првом месту" (2003). Зграда општине је добила и лифт и рампу за особе са посебним потребама, тако да су све службе постале доступне за све грађане.
Други пројекат који је постао пример добре праксе је "Грађанин инспектор" који је лично осмислио 2008. године, a касније га је применило више локалних самоуправа у Београду и Србији. На Новом Београду је у том периоду заокружена изградња комуналне инфраструктуре, као предуслова за нове инвестиције. Изградњу нових булевара, саобраћајница и улица, водоводне и канализационе инфраструктуре, пратио је завршетак Комбанк арене, реконструкција Спортског центра "11. април" и Хале спортова. Бежанијска коса је добила прву основну школу и вртић. Кроз "мале комуналне пројекте" уређени су блоковски простори месних заједница, обновљена су постојећа и изграђена нова спортска и дечја игралишта. Уз уређење приобаља и нових паркинг места, изграђено је и обележено 50 километара бициклистичких стаза. Припремљени су пројекти и кренуло се у реконструкцију некадашњих биоскопа "Фонтана" и "Југославија". Понуда културних садржаја у полицентричном граду допуњена је манифестацијама "Априлски дани" и "Новобеоградско лето". Градска општина Нови Београд је такође, прва општина која је отворила "Канцеларију за младе". У оквиру програма „Exchange“, у интеракцији и на основу предлога младих, отворен је и први скејт парк на Ушћу.

## Председник Сталне конференције градова и општина Србије
Жељко Ожеговић је, такође, два пута изабран за председника Сталне конференције градова и општина Србије. Био је члан Конгреса локалних и регионалних власти Савета Европе (CRLAE) у периоду од 2004 – 2013. године, као и шеф делегације Србије и Црне Горе у Конгресу локалних и регионалних власти Савета Европе (2006/7) и шеф делегације Србије у Конгресу локалних и регионалних власти Савета Европе у периоду од 2007. до 2013. године.

## Члан Градског већа Београда
Функцију члана Градског већа града Београда обављао је у два мандата, у периоду од 2008. до 24. септембра 2013, када је био и председник Одбора међународног Сајма књига у Београду. Живи са породицом на Новом Београду.